# Маљковић
Маљковић је јужнословенско презиме. Значајни људи са презименом су:
- Божидар Маљковић (рођен 1952), српски кошаркашки тренер
- Марина Маљковић (рођена 1981), српски кошаркашки тренер